# Belbolla asupplementata
Belbolla asupplementata är en rundmaskart. Belbolla asupplementata ingår i släktet Belbolla, och familjen Enchelidiidae. Arten är reproducerande i Sverige.